# 2749 Walterhorn
2749 Walterhorn è un asteroide della fascia principale. Scoperto nel 1937, presenta un'orbita caratterizzata da un semiasse maggiore pari a 3,1825678 UA e da un'eccentricità di 0,1671043, inclinata di 0,32105° rispetto all'eclittica.
L'asteroide fu inizialmente battezzato 2749 Schrutka ma l'eponimo fu poi riassegnato a 2665 Schrutka.
L'asteroide è dedicato all'astrofilo tedesco Walter Horn, fondatore dell'osservatorio di Solingen.